# Paranemastoma monticola
Espèce
Synonymes
- Paranemastoma sillii monticola Babalean, 2011

Paranemastoma monticola est une espèce d'opilions dyspnois de la famille des Nemastomatidae.

## Distribution
Cette espèce est endémique de Roumanie. Elle se rencontre dans les monts Parâng.

## Systématique et taxinomie
Cette espèce a été décrite sous le protonyme Paranemastoma sillii monticola par Babalean en 2011. Elle est élevée au rang d'espèce par Martens en 2021.

## Publication originale
- Babalean, 2011 : Opilionidele din S-V României: determinator al speciilor, Sitech, Craiova, p. 1-149.